# Олімпік (Ліон)
«Олі́мпік» Ліо́н (фр. Olympique Lyonnais) — французький професійний футбольний клуб з міста Ліон. Заснований 3 серпня 1950 року. Найуспішніший клуб Франції десятиріччя 2000-х. Зараз клуб виступає у французькій Лізі 1. Домашні матчі проводить на стадіоні «Парк Олімпік Ліонне».

## Історія клубу

### Перші сезони
Спортивний клуб «Олімпік Ліон» був заснований у 1950 році після виходу футбольної команди ЛОУ (фр. Lyon olympique universitaire) із однойменного спортивного клубу, який більше опікувався своєю регбійною командою. Назва нового клубу походить від назви міста Ліон. У французькій це слово співзвучне зі словом «лев», однак етимологічно з ним не пов'язане. Утім, це не завадило і місту, і клубу обрати своїм гербом саме лева.
Новостворений футбольний клуб почав отримувати дотації від міської влади Ліона. І вже наступного року «Олімпік Ліон» вийшов у Перший дивізіон чемпіонату Франції, однак лише на 1 рік. У 1953 році «Олімпік Ліон» остаточно закріпився у Першому дивізіоні.

### 1960-ті роки
У 1960-их роках футбольний клуб «Ліон» досягає значних успіхів і бореться за медалі. У 1963 році «Ліон» займає 5 місце і виходить до фіналу Кубка Франції, а у 1964 році — 4 місце і здобуває перший трофей — Кубок Франції. У «Ліоні» виблискувала зірка команди — нападник Флері Ді Налло, який досі є найкращим бомбардиром клубу. У 1963 році Ліон дебютує у єврокубках — у Кубку кубків, як фіналіст національного кубка, оскільки володар кубка «Монако» став чемпіоном. І вже перший виступ у єврокубках стає блискучим — «Олімпік Ліон» пробивається аж до півфіналу Кубку кубків. У півфіналі «Ліон» поступився «Спортінгу» із Лісабона, майбутньому володарю кубка. У 1964 році «Ліон» знову виступає у Кубку кубків, однак вилітає вже з першого раунду — знову на шляху стала португальська команда, цього разу — «Порту».

### Успіхи 1970-х та фінансові проблеми 1980-х
Нових успіхів ліонські уболівальник дочекалися у 70-их роках. У 1973 році «Ліон» здобуває Кубок Франції і впродовж кількох років займає місці у провідній п'ятірці. Невтішні новини футболу Ліона прийшли зовсім скоро. Через фінансові проблеми «Ліон» був згодом змушений на деякий час відмовитись від амбіцій. Щоб вижити, клуб продав провідних гравців — Раймона Доменека за 600 тисяч франків та Бернара Лякомба за 1,6 млн. франків. Борючись постійно на дні таблиці за виживання, «Ліон» все ж вилітає в Другий дивізіон у 1983 році. Тоді президент «Сент-Етьєна» — затятих суперників «Ліона», а тоді «Сент-Етьєн» став 10-разовим чемпіоном Франції, оприлюднив відому заяву — «У футболі Ліон залишається передмістям Сент-Етьєна» (Сент-Етьєн розташований у регіоні, метрополією якого є саме Ліон). Тепер вже можна стверджувати, що ця заява була недалекоглядною.

### 1987—2010

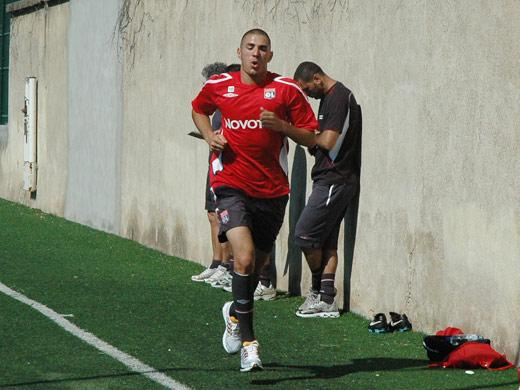
Карім Бензема на тренуванні

Переломний момент в історії клубу — 1987-ий рік. Президентом «Ліона» стає підприємець Жан-Мішель Ола, який починає працювати на довгострокову перспективу. І вже у 1989 році Ліон виходить у Перший дивізіон. Перші трофеї під керівництвом Ола не змусили себе довго чекати — у 1995 році «Ліон» здобуває срібло чемпіонату із головною зіркою у складі — нападником Флоріаном Морісом, який став символом клубу. Наступного року у єврокубках «Ліон» зумів вибити зі змагань грізне італійське «Лаціо». Перше європейське досягнення «Ліона» — Кубок Інтертото у 1997 році. «Ліон» продовжує вести пошук талантів і виховувати своїх гравців і покращує свою гру щороку.
У 1999 році «Ліон» підсилився форвардом, бразильцем Соні Андерсоном. У 1999, 2000, 2001 роках футбольний клуб «Ліон» фінішує другим у чемпіонаті Франції. До чемпіонства не вистачало зовсім трохи. Перше довгоочікуване чемпіонство «Ліон» здобув у 2002 році, символічно — до 15-річчя приходу на посаду президента Жана-Мішеля Ола. Попри зміну тренерів — Жак Сантіні, Поль Ле Ґуен, Жерар Ульє, Ален Перрен — «Олімпік Ліон» 7 разів поспіль стає чемпіоном Франції — у 2002–2008 роках. Новини футболу рясніли заголовками про неймовірну команду левів. Щороку «Ліон» виступав у Лізі чемпіонів. Однак щоразу команда проходила не далі чвертьфіналу.
У цей час змінювався і склад «Ліона». Клуб продав до «Челсі» своїх лідерів Флорана Малуда та Майкла Есьєна. Згодом до «Реалу» із «Ліона» переходить молода французька зірка Карім Бензема, завершує свої виступи у «Ліонському Олімпіку» і найкращий гравець чемпіонського складу — бразилець Жунінью, який став знаковою фігурою в історії «Ліона». Лише 3 гравці стали 7-разовими чемпіонами Франції у складі «Ліона» — Жунінью, воротар Грегорі Купе та нападник Сідней Гову. 2009–2010 роки минули для «Ліона» без трофеїв. У 2010 «Олімпік Ліон» досягнув найбільшого успіху у Лізі чемпіонів, пройшовши до півфіналу турніру, де поступився «Баварії» із Мюнхена.

## Стадіон

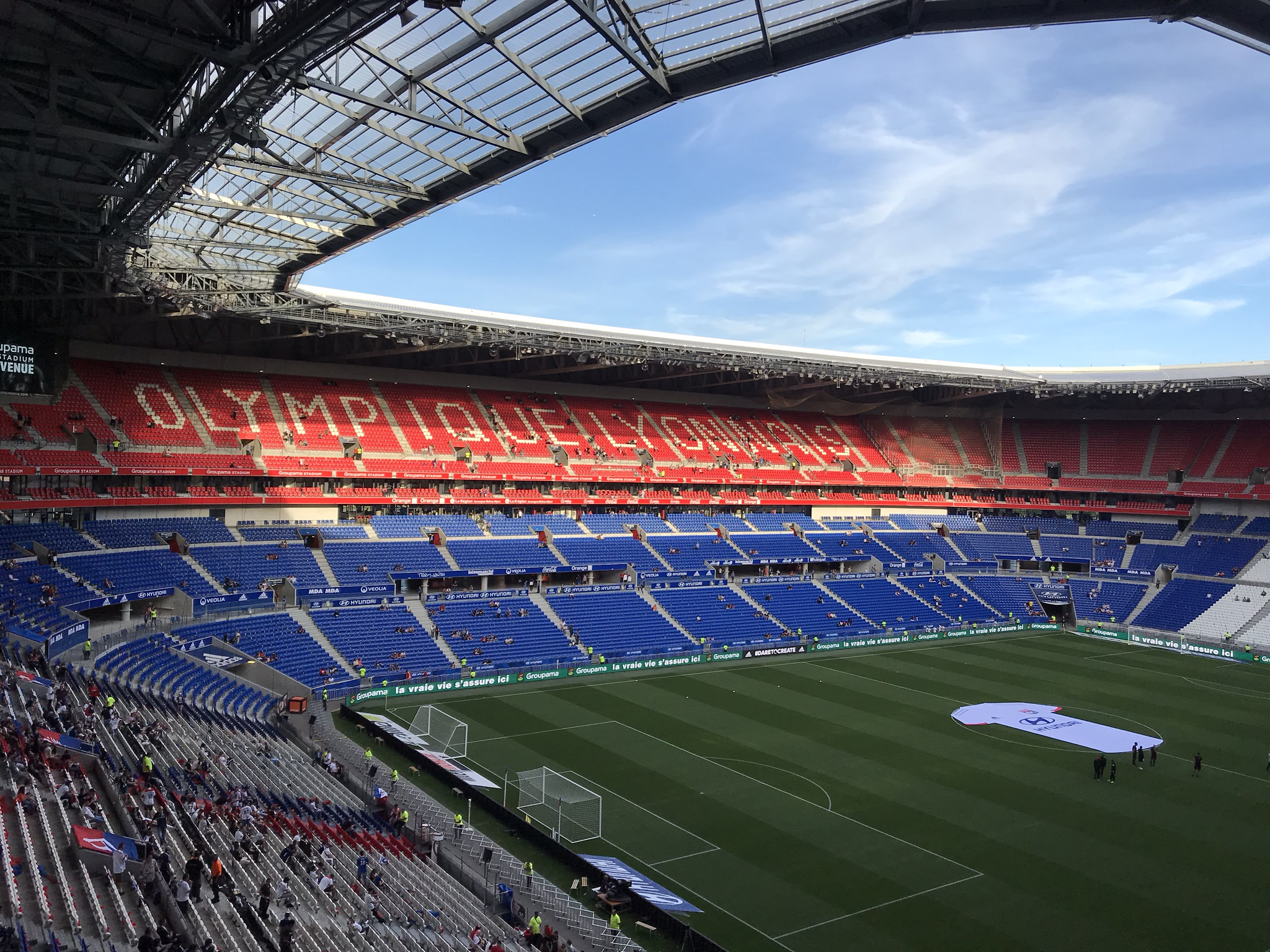
Парк Олімпік Ліонне — домашній стадіон клубу

Стадіон «Ліона» — «Парк Олімпік Ліонне», відкритий у 2016 році у місті Десін-Шарп'є, що поблизу Ліона. Стадіон приймав матчі Євро-2016, власність футбольної команди «Олімпік» Ліон. Вміщує 59 186 глядачів.
З 1950 по 2016 рік клуб проводив матчі на стадіоні Жерлан, який вміщує 41 044 глядачів.

## Досягнення
Ліга 1:
- Чемпіон (7): 2002, 2003, 2004, 2005, 2006, 2007, 2008
- Віце-чемпіон (5): 1995, 2001, 2010, 2015, 2016
- Бронзовий призер (9): 1974, 1975, 1999, 2000, 2009, 2011, 2013, 2018, 2019

Кубок Франції:
- Володар (5): 1964, 1967, 1973, 2008, 2012
- Фіналіст (4): 1963, 1971, 1976, 2024

Суперкубок Франції:
- Володар (8): 1973, 2002, 2003, 2004, 2005, 2006, 2007, 2012

Кубок французької Ліги:
- Володар (1): 2001

Кубок Інтертото:
- Володар (1): 1997

Кубок УЄФА:
- Чвертьфіналіст (1): 1999

Ліга Чемпіонів УЄФА:
- Півфінал (2): 2010, 2020

## Склад команди
Станом на 19 лютого 2025
| №  | Поз. | Нац.        | Гравець                      |
| -- | ---- | ----------- | ---------------------------- |
| 1  | ВР   | Бразилія    | Лукас Перрі                  |
| 3  | ЗХ   | Аргентина   | Ніколас Тальяфіко            |
| 4  | ПЗ   | Кот-д'Івуар | Поль Акуоку                  |
| 7  | ПЗ   | Франція     | Жордан Верету                |
| 8  | ПЗ   | Франція     | Корентен Толіссо             |
| 10 | НП   | Франція     | Александр Ляказетт (капітан) |
| 11 | НП   | Бельгія     | Малік Фофана                 |
| 15 | ПЗ   | США         | Таннер Тессманн              |
| 16 | ЗХ   | Бразилія    | Абнер Вінісіус               |
| 18 | НП   | Франція     | Раян Шеркі                   |
| 19 | ЗХ   | Сенегал     | Мусса Ніакате                |
| 20 | ЗХ   | Франція     | Саель Кумбеді                |

| №  | Поз. | Нац.              | Гравець                               |
| -- | ---- | ----------------- | ------------------------------------- |
| 22 | ЗХ   | Ангола            | Клінтон Мата                          |
| 23 | ПЗ   | Аргентина         | Тьяго Альмада (в оренді з «Ботафого») |
| 27 | ЗХ   | Коморські Острови | Вармед Омарі (в оренді з «Ренна»)     |
| 29 | НП   | Франція           | Енцо Молебе                           |
| 31 | ПЗ   | Сербія            | Неманя Матич                          |
| 37 | НП   | Гана              | Ернест Нуама                          |
| 40 | ВР   | Франція           | Ремі Дешам                            |
| 50 | ВР   | Малі              | Лассіне Діарра                        |
| 55 | ЗХ   | Хорватія          | Дує Чалета-Цар                        |
| 69 | НП   | Грузія            | Жорж Мікаутадзе                       |
| 98 | ПЗ   | Англія            | Ейнслі Мейтленд-Найлз                 |

## Цікаві факти
- У «Ліона» є одразу декілька груп фанів. Найбільша з них — «Бед Гон» («Погані Ліонські хлопці»), заснована ще у 1987 році.
- Найзапеклішим противником «Ліона» у Франції є «Сент-Етьєн». Регіональні дербі «Ліон»-«Сент-Етьєн» завжди викликають посилену увагу та ажіотаж.
- Жіноча команда «Ліона» існує з 1957 року. Жіноча ліонська команда чотири рази поспіль з 2007 по 2010 роки ставала чемпіоном Франції, двічі проходила до півфіналу Ліги чемпіонів та одного разу грала у фіналі турніру найкращих жіночих клубних команд Європи.